# Alfred Reul
Alfred Johannes Jan Reul (1 de agosto de 1909 — 16 de março de 1980) foi um ciclista polonês que participava em competições de ciclismo de pista.
Representou seu país, Polônia, nos Jogos Olímpicos de Verão de 1928, terminando em quinto lugar na perseguição por equipes de 4 km, e estabeleceu o recorde mundial (5.04.00).